# باقر أباد (مقاطعة ديواندرة)
باقر أباد (بالفارسية: باقرآباد) هي قرية تقع في قسم حسين‌آباد الشمالي الريفي (مقاطعة ديواندرة) في إيران. يقدر عدد سكانها بـ 793 نسمة .